# Delphyre arpi
Delphyre arpi är en fjärilsart som beskrevs av William Schaus 1894. Delphyre arpi ingår i släktet Delphyre och familjen björnspinnare. Inga underarter finns listade i Catalogue of Life.